# Alfred Milner, I visconte Milner
Alfred Milner, I visconte Milner (Gießen, 23 marzo 1854 – Kent, 13 maggio 1925), è stato un politico britannico, Alto Commissario britannico per il Sud Africa e Governatore della Colonia del Capo tra il 1897 e il 1899.

## Biografia
Alfred Milner nacque ad Gießen in Germania il 23 marzo 1854. La nonna paterna era tedesca mentre il nonno paterno era inglese, per cui trascorse l'adolescenza in parte in Germania ed in parte in Inghilterra. Frequentò le scuole inglesi e si distinse presso il King's College School di Londra e il Balliol College di Oxford. Nel 1881 iniziò a praticare l'avvocatura ma nel giro di breve tempo si dedicò al giornalismo, iniziando a lavorare per il Pall Mall Gazette. Il suo interesse era rivolto agli aspetti economici e amministrativi della vita politica, tanto da ricoprire diversi incarichi ufficiali. Nel 1885 dopo essere stato sconfitto alle elezioni per il parlamento britannico, divenne segretario privato del Cancelliere dello Scacchiere George Goschen. Dal 1889 al 1892 ricoprì l'incarico di sottosegretario alle finanze in Egitto sotto Sir Evelyn Baring (più tardi Lord Cromer). Nel 1892 fece ritorno nel Regno Unito, dove pubblicò England and Egypt. Nello stesso anno, fu eletto presidente del consiglio di Inland Revenue e ricoprì questo incarico fino al 1897. Nel 1894 ricevette l'onorificenza del CB e nel 1895 quella del GCB.
Nel 1897 raggiunse il Sudafrica dove venne nominato Alto Commissario e Governatore della Colonia del Capo. Fervente assertore degli interessi britannici, si scontrò con i rappresentanti dello Stato Libero dell'Orange, ma soprattutto, con il presidente della Repubblica del Transvaal, Paul Kruger. Durante gli incontri per dare ai britannici trasferitisi nel Transvaal, chiamati anche Uitlanders, gli stessi diritti dei Boeri, le due controparti non trovarono nessun accordo e ciò causò lo scoppio della Seconda guerra anglo-boera, l'11 ottobre 1899.
Milner e il Generale Kitchener, durante la guerra, crearono dei campi di concentramento dove vennero internati i boeri e dove morirono non meno di ventiseimila tra donne e bambini. Nel 1901 venne nominato Barone.
Al termine guerra nel 1902, Milner si dimise da Governatore della Colonia del Capo ma conservò la carica di Alto Commissario. Con tale carica partecipò alla stesura del Trattato di Vereeniging (31 maggio 1902) insieme al generale Kitchener, trattato che pose fine all'indipendenza delle due repubbliche boere. Sempre nello stesso anno venne nominato Visconte. Al termine della guerra si dedicò alla ricostruzione del paese sotto l'egemonia britannica. Fece reintegrare i boeri nelle loro terre e introdusse nelle loro scuole la lingua inglese, con grandi proteste da parte dei boeri. Appoggiò fortemente lo sviluppo dell'industria mineraria in modo da attirare gli immigrati britannici in Sudafrica allo scopo di creare una base a maggioranza britannica che portasse stabilità. Questa sua politica si rivelò fallimentare. A causa della depressione economica post-bellica, molti britannici tornarono nel Regno Unito, togliendo manodopera all'industria mineraria. Milner favorì a questo punto l'immigrazione cinese per ridare la manodopera all'industria mineraria, Questa politica fu osteggiata sia nel Regno Unito, sia in altre parti del mondo, in quanto le condizioni di vita degli immigrati erano disumane.
Dopo aver rassegnato le dimissioni da tutte le cariche in Sudafrica, nel 1905 fece ritorno in Gran Bretagna. Era rispettato da entrambe le forze politiche, ma fu associato sempre alle decisioni impopolari che assunse in Sudafrica. Politicamente era molto vicino al Partito Conservatore che venne sconfitto alle elezioni politiche del 1906, ma dove riuscì a farsi eleggere alla Camera dei Lord, dove si oppose fortemente alle riforme dei liberali. Con lo scoppio della prima guerra mondiale, Milner fu chiamato a far parte del Gabinetto di guerra dal Primo ministro David Lloyd George. Ad aprile del 1918 divenne Segretario alla Guerra e a dicembre dello stesso anno, fu nominato Segretario alle Colonie. Con queste nomine partecipò nel 1919 alla Conferenza di pace di Parigi e successivamente fu uno dei firmatari, come rappresentante del Regno Unito, del Trattato di Versailles. Dopo che, nel 1921, il governo britannico non accolse le sue istanze per una parziale indipendenza dell'Egitto, Milner diede le dimissioni da qualsiasi incarico pubblico e si ritirò a vita privata. Morì il 13 maggio 1925 nella sua casa nel Kent, a causa della malattia del sonno. Non lasciò eredi.